# Camp romain de Gračine
Le camp romain de Gračine se trouve en Bosnie-Herzégovine, sur le territoire du village de Humac et dans la municipalité de Ljubuški. Il est inscrit sur la liste des monuments nationaux de Bosnie-Herzégovine.
Le site correspond peut-être l'ancienne localité de Bigeste.